# Козлов, Николай Иванович (психолог)
Никола́й Ива́нович Козло́в (род. 16 августа 1957, деревня Беляково, Клепиковский район, Рязанская область, СССР) — советский и российский популяризатор практической психологии, основатель Тренинг-Центра «Синтон». Автор научно-популярных книг по психологии.

## Биография
Отец, Иван Никитович, был директором фабрики по производству игрушек. Мать, Татьяна Матвеевна, бухгалтер. Младшая сестра — Марина.
В 1979 году окончил факультет психологии МГУ им. М. В. Ломоносова с красным дипломом, далее преподавал в ИПК Госкоминтуриста. Некоторое время был учеником Аркадия Петровича Егидеса.
В 1982 году начал вести собственные тренинги.
В 1983 основал Клуб практической психологии (в настоящее время Тренинг-Центр) Синтон.
В 2004 году совместно с А. Свияшем, И. Вагиным и В. Леви учредил Международную Ассоциацию Личностного роста (теперь Международная Ассоциация профессионалов развития личности), разрабатывающую корпоративные стандарты в области ведения тренингов личностного роста.
В 2000 году разработал тренинговую бизнес-программу «Деловой Стандарт», провел более 80 открытых бизнес-тренингов с руководителями крупнейших компании России и Украины.
Написал книги по практической психологии и деловому успеху: «Как относиться к себе и людям», «Философские сказки», «Формула личности», «Книга для тех, кому нравится жить», а также «Формула успеха, или Философия жизни эффективного человека», «Стратегии лидерства» и «Простая правильная жизнь».

## Личная жизнь
- Первая жена — Алла
  - От первой жены двое сыновей — Александр Николаевич Козлов и Иван Николаевич Козлов.
- Вторая жена — Марина Константиновна Смирнова — филолог и психолог.
  - От второй жены трое детей — Мария Николаевна Козлова, Денис Николаевич Козлов, Анастасия Николаевна Козлова[источник не указан 427 дней].

## Достижения
- кандидат философских наук[1];
- член международной ассоциации прикладной психологии IAAP;
- российский писатель в области личной и деловой эффективности;
- член Российского Союза Писателей (членский билет № 11669); дипломант Общенациональной литературной премии имени П. П. Бажова[2]. Награждён литературной премией «Русь моя» — Есенинской медалью;
- основатель ООО"Университета практической психологии".
- Президент профессиональной ассоциации психологов Синтон-движения;
- директор Тренинг-Центра «Синтон»;
- соучредитель и руководитель образовательного подразделения ООО «УПП»;
- учредитель Международной Ассоциации профессионалов развития личности;

В 2005 году внесен в энциклопедию успешных людей «Кто есть Кто в России».

## Оценка деятельности
Оценка Н. И. Козлова как ведущего личностных тренингов отражена в рейтинге Ассоциации профессионалов развития личности, в которой он состоит как один из учредителей: высшая оценка. Как бизнес-тренер, работает с первыми лицами и топ-менеджерами крупнейших российских и зарубежных компаний. Высокие оценки коллег-психологов получила деятельность, как главного редактора Психологоса: энциклопедии практической психологии и руководителя Исследовательской мастерской практической психологии.
Однако часть профессиональных психологов и религиозных деятелей в настоящее время негативно оценивают тренинги, созданные на основе Синтон-подхода. Основная часть негативных отзывов связана с ранним этапом его деятельности и, в частности, с публикацией его книги «Философские сказки», в которых выражено скептическое отношение автора к догматическому, в том числе религиозному, мышлению.
Деятельность Н. Козлова частично критикуется Русской Православной Церковью. Как указывается на сайте Миссионерского отдела Новосибирской Епархии «В России „Синтон“ стоит в одном ряду с такими психокультами, как „Лайфспринг“, „Фиолетовые“, „Дианетика“, которые, кстати, Козлов рекламирует в своих книгах».
Значительная часть критики Козлова основана на неоднозначном толковании его высказываний в книге «Философские сказки» относительно сексуального поведения в разных культурах (педофилия, зоофилия и гомосексуализм):
Зоофилия, педофилия или гомосексуализм — с точки зрения социального развития общества, так и с точки зрения индивидуального развития, — примерно такое же спорное занятие, как играть в игровые автоматы. Как правило, в современных реалиях это — занятие глупое и вредное.

При этом, если зоофилия и педофилия сегодня практически не имеет обоснований (не в древнем мире мы живем) и уверенно может подвергаться осуждению, то с гомосексуализмом сложнее. Это очень нежелательное для общества отклонение, но не всегда для человека свободный выбор — часть людей рождаются с подобными отклонениями. И в этом случае современное общество склоняется к воспитанию определенной терпимости.
Об отношении к семье как общественному институту Николай Иванович также высказался на своем форуме:
Жить в семье ладно и с любовью большинство людей, похоже, не умели толком никогда. Но были вынуждены жить в семье, как в хозяйственной ячейке, поскольку были вынуждены. За верностью следили, когда это было выгодно, и шли на неверность, когда это становилось интереснее. За последние пятьдесят лет ситуация резко изменилась, и жить без семьи, в одиночку-самостоятельно, стало без проблем и даже удобнее — учитывая, что жить парами люди так и не научились. Большинство моих коллег в этой ситуации считают, что институт семьи себя изжил, пора от него отказываться и искать новые формы общественного жизнеустройства. Я, однако, придерживаюсь других взглядов, и верю, что будущее общества было и будет — в семье: папа, мама и дети, — если только мы всё-таки заинтересуемся задачей научиться жить в семье. Мне эта задача кажется предельно достойной и даже реалистичной: по крайней мере, мой опыт работы в Синтоне говорит, что люди этому научиться могут. Что выберет человек, который уже умеет жить семьёй, умеет быть счастливым в паре? Быть только в паре, всегда? Индивидуальный выбор все равно остается за каждым, и на разных этапах своей жизни этот вопрос люди решают по своему. Однако меня радует, что те, кто научился жить в семье, начинают её беречь, ценить и к своей половинке относиться как к самому родному человеку

## Книги Николая Козлова
- 2004 — Семнадцать мгновений успеха: стратегии лидерства — ISBN 5-17-022205-X, ISBN 5-271-08804-9, ISBN 5-9602-0115-1
- Мастерская личной жизни
- Психология для деловых людей
- Ты — лидер
- Синтон: жизнь, радости и проблемы
- Как относиться к себе и людям, или Практическая психология на каждый день — ISBN 978-5-699-48888-9
- Формула личности
- Философские сказки ISBN 978-5-699-55019-7
- Истинная правда
- Книга для тех, кому нравится жить
- Формула успеха
- Простая правильная жизнь, или как соединить радость, смысл и эффективность ISBN 978-5-699-81357-5
- Простое правильное детство. Книга для умных и счастливых родителей ISBN 978-5-699-82871-5
- Психологос. Энциклопедия практической психологии ISBN 978-5-699-55027-2